# No adscrito
No adscrito es un parlamentario que no forma parte de ninguno de los grupos parlamentarios formados en un parlamento o pleno. Se denominan no inscritos en el Parlamento Europeo y en la Asamblea Nacional de Francia.
Por lo general se trata de algún diputado electo pero independiente, o bien miembros de un partido político que no dispone de un número suficiente de plazas como para formar un grupo parlamentario propio.
Esta característica de "no-inscrito" o de "no adscrito", en inglés se abrevia NI (Non-Inscrit), y también se abrevia como NA o NAM (Non-Attached Member, o sea, Miembro No Adscrito).

## España
En España esta figura viene recogida en los reglamentos de doce parlamentos autonómicos. Se trata de un diputado que no forma parte de ningún Grupo Parlamentario con representación en la cámara. Esta condición puede adquirirse al inicio, al no incorporarse en el plazo establecido al Grupo Parlamentario que le corresponde por la lista electoral con la cual han obtenido representación; o haberlo adquirido a lo largo del tiempo al ser expulsado de su Grupo o haberlo abandonado. En ambos casos, el diputado no iría a ningún otro grupo, ni siquiera el Mixto, sino que no formaría parte de ninguno, viéndose mermadas sus funciones parlamentarias. El origen de esta situación es para combatir el trasfuguismo político.